# 小行星60001
小行星60001（60001 Adélka）是一颗绕太阳运转的小行星，为主小行星带小行星。该小行星于1999年10月19日发现。
該小行星以發現者蘭卡·科特科瓦的女兒阿黛爾卡·科特科瓦（Adélka Kotková）命名。

## 轨道参数
小行星60001的轨道半长轴为465 446 396 km，3.1112727 UA，离心率为0.156。